# Caryospora colubris
Caryospora colubris – gatunek pasożytniczych pierwotniaków należący do rodziny Eimeriidae z podtypu Apicomplexa, które kiedyś były klasyfikowane jako protista. Występuje jako pasożyt węży. C. colubris cechuje się tym iż oocysta zawiera 1 sporocystę. Z kolei każda sporocysta zawiera 8 sporozoitów.
Obecność tego pasożyta stwierdzono u Coluber viridiflavus należącego do rodziny połozowatych (Colubridae).

## Sporulowana oocysta
Jest kształtu sferoidalnego o średnicy 16,2 – 27,9 μm, posiada 2 bezbarwne ściany o łącznej grubości 1 μm. Brak mikropyli, wieczka biegunowego oraz ciałka biegunowego.

## Sporulowana sporocysta i sporozoity
Sporocysty kształtu owoidalnego o długości 13,2 – 19,1 μm, szerokości 10,3 – 14,7 μm. Występuje ciałko Stieda oraz substieda body (SBB). Brak parastieda body (PSB).